# زمین کشاورزی

سهم زمین مورد بهره‌برداری برای کشاورزی، OWID

زمین کشاورزی (به انگلیسی: Agricultural land) معمولاً زمینی است که به کشاورزی اختصاص داده شده‌است، استفاده سیستماتیک و کنترل‌شده از دیگر شکل‌های زندگی — به ویژه پرورش دام و تولید محصول کشاورزی — برای تولید غذا برای انسان. این به‌طور کلی مترادف با هم زمین کشاورزی (farmland) یا زمین محصول کشاورزی (cropland) است و هم چراگاه یا مرتع را دربر می‌گیرد.
بر اساس تعاریف فائو، زمین‌های کشاورزی تا سال ۲۰۱۱، ۳۸٫۴ درصد از مساحت زمین را پوشش می‌دهد. مراتع دائمی ۶۸٫۴ درصد از کل زمین‌های کشاورزی (۲۶٫۳ درصد از مساحت زمین جهان)، زمین‌های زراعی (محصولات ردیفی) ۲۸٫۴ درصد از کل زمین‌های کشاورزی (۱۰٫۹ درصد از سطح زمین‌های جهانی) و محصولات دائمی (به عنوان مثال تاکستان‌ها و باغ‌ها) ۳٫۱٪ (۱٫۲٪ از مساحت زمین جهان) هستند.
- کل زمین مورد بهره‌برداری برای تولید غذا: ۴۹٬۱۱۶٬۲۲۷ کیلومتر مربع یا ۱۸٬۹۶۳٬۸۸۱ مایل مربع
- زمین قابل کشت: ۱۳٬۹۶۳٬۷۴۳ کیلومتر مربع یا ۵٬۳۹۱٬۴۳۱ مایل مربع
- مراتع دائمی: ۳۳٬۵۸۵٬۶۷۶ کیلومتر مربع یا ۱۲٬۹۶۷٬۵۰۲ مایل مربع
- محصولات دائمی: ۱٬۵۳۷٬۳۳۸ کیلومتر مربع یا ۵۹۳٬۵۷۰ مایل مربع

در سطح جهانی، مقدار کل مراتع دائمی طبق FAO از سال ۱۹۹۸ کاهش یافته‌است، تا حدی به دلیل کاهش تولید پشم به سود الیاف مصنوعی (مانند پلی‌استر) و پنبه بوده‌است.
|                     | ۲۰۰۸  | ۲۰۰۹ | ۲۰۱۰  | ۲۰۱۱  |
| ------------------- | ----- | ---- | ----- | ----- |
| ایالات متحده آمریکا | ۴٬۰۴۴ | ۴۰۳۵ | ۴٬۱۰۹ | ۴٬۱۱۳ |
| آلمان               | ۱۶۹   | ۱۶۹  | ۱۶۷   | ۱۶۷   |

منبع: کتابخانه هلگی، بانک جهانی، فاوستات